# Wilhelm J. Steiner
Wilhelm J. Steiner (* 7. Mai 1918 in Salzburg; † 24. Juni 1985 ebendort) war ein österreichischer Rundfunkautor und Mundartdichter. Er wirkte in Salzburg.
Steiner arbeitete für den Hörfunk, war Verfasser und Bearbeiter zahlreicher Hörspiele, verfasste und betreute aber auch österreichische Mundartveröffentlichungen in Buchform, neben eigenen Werken etwa auch Karl Heinrich Waggerl oder eine Sammlung wie Bemalte Bauerntruhe. Aus dem Schatzkästlein der Salzburger Mundartdichtung.
Gemeinsam mit Hermann Delacher belebte er mit D’ Salzburga Arme-Leut’-Mess' (UA 1959) als einer der ersten die eingeschlafene Tradition der Mundartmesse neu. Dieses Werk wurde im Salzburger Rundfunk uraufgeführt und 1962 auch auf einer Schallplatte veröffentlicht. Auf dieser trat Wilhelm J. Steiner als Sprecher auf.